# Lola Prusac
Lola Prusac (* 18. Januar 1895 als Leontyna Prussak in Łódź, Kongresspolen; † 29. Oktober 1985 in Paris) war eine polnisch-französische Modedesignerin in Paris. 

## Leben
Prusac studierte unter anderem Malerei und Bildhauerei an der École du Louvre sowie Literatur an der Sorbonne.

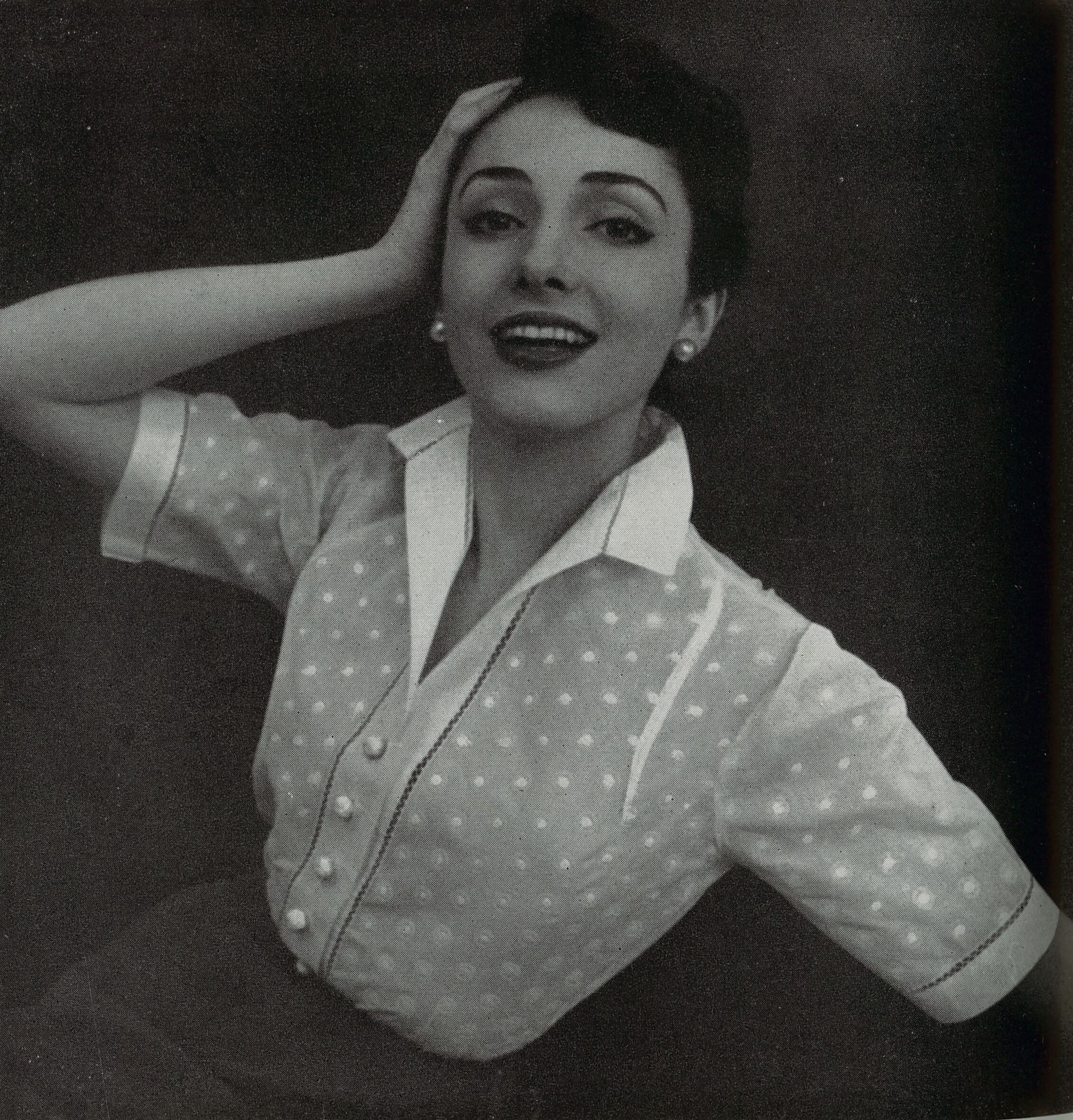
Eine von Lola Prusac entworfene Bluse in der Vogue, 1951

Prusac wurde 1926 von Émile Maurice Hermès (1871–1951), dem Eigentümer des Modehauses Hermès, angestellt, um den Bereich Frauenbekleidung zu entwickeln, vor allem die Sport-, Bade- und Freizeitmoden. In der Erinnerung ihres Vorgesetzten Jean René Guerrand ging auf ihre Idee das Hermès-Seidentuch zurück: „Lola Prusac, unsere Modellzeichnerin, entwarf bedruckte Badeanzüge und kam auf die Idee, dazu passende Schals zu entwerfen. Auf der Suche nach Mustern entdeckte sie zwei Bögen, die die Hemisphären darstellten, die sie drucken ließ und Zodiac nannte. Es waren keine eigentlichen carrés, aber der Geist war da und der Omnibus des dames blanches, das erste carré von Hermès, entstand schon bald“. Das Seidentuch Zodiac erschien 1938, drei Jahren nachdem Prusac Hermès verlassen hatte.
Prusac gründete 1935 ihre eigene Boutique in Paris in der Rue du Faubourg Saint-Honoré 93. Zu ihren Kundinnen zählten Wallis Simpson, Margaret Biddle, Dorothy Liebes, Leonor Fini und die Baronin Thyssen. Prusac war bis 1980 dort aktiv.
Sie ist bekannt für ihre Strickmoden, Seidenschals, zum Teil durchwirkt mit Gold- und Silberfäden, Fantasieschmuck, inspiriert durch den Surrealismus, Handtaschen für den Abend, sehr innovative Hüte und die beiden Parfüms Sega und Gant de crin.